# Le Gouffre aux chimères
Ne doit pas être confondu avec Le Gouffre aux sorcières.
Pour plus de détails, voir Fiche technique et Distribution.
Le Gouffre aux chimères (titre original Ace in the Hole, retitré The Big Carnival) est un film américain réalisé par Billy Wilder et sorti en 1951. C'est aussi, de tous ses films, l'un des deux qu'il préférait, l'autre étant La Garçonnière.

## Synopsis

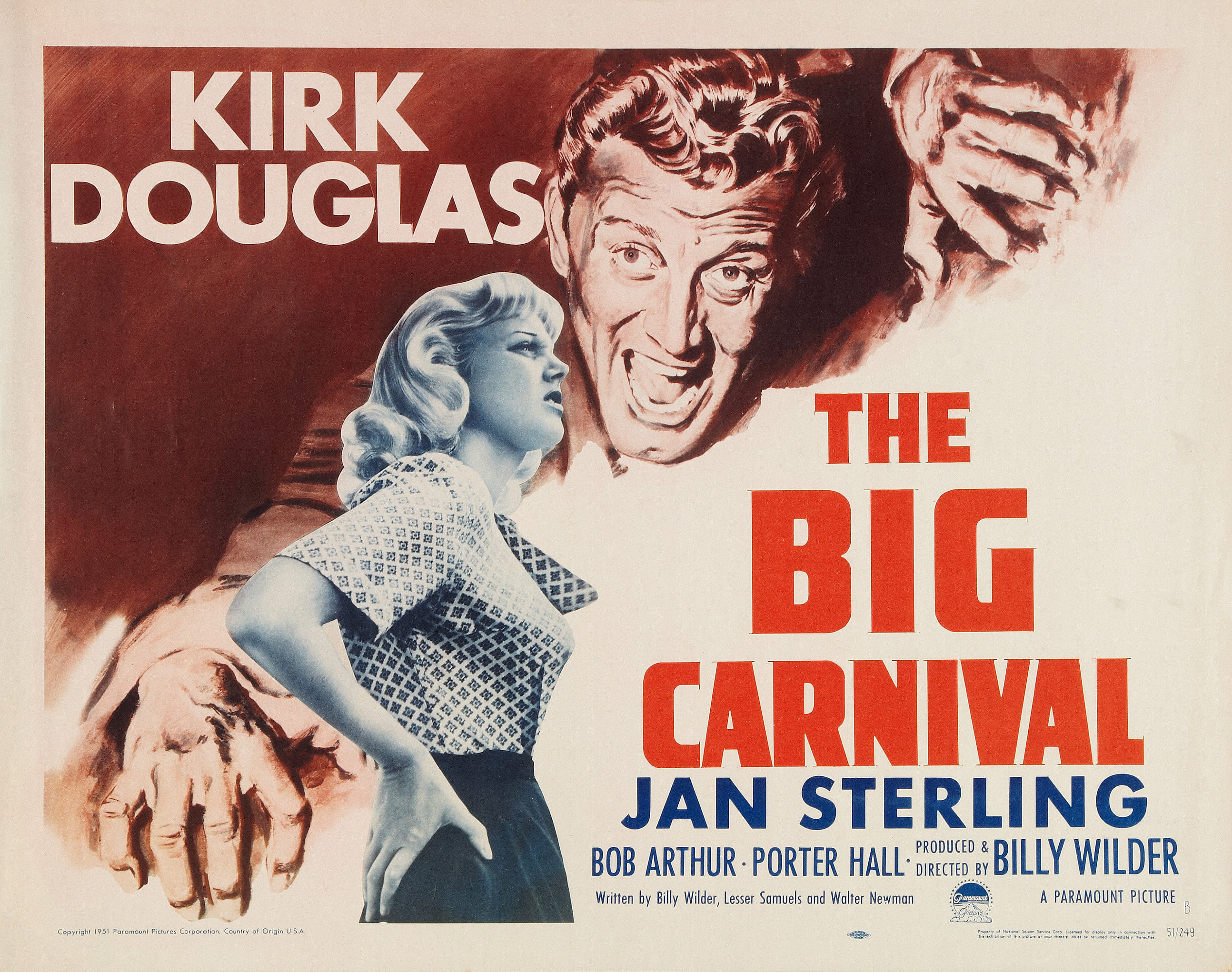
Autre affiche du film.

Reporter plein d'ambition mais sans scrupules et porté sur l'alcool, Charles Tatum s'est déjà fait renvoyer à plusieurs reprises de grands journaux du pays. Lorsqu'il réussit à se faire réembaucher dans un journal local d'Albuquerque, il végète pendant un an, période bout de laquelle il n'a toujours rien eu de sensationnel à se mettre sous la dent. 
Alors qu'il est envoyé avec un assistant photographe couvrir une chasse au crotale, il apprend qu'un homme est bloqué dans la galerie d'une montagne qui abrite des tombes indiennes vieilles de quatre cents ans. Il y cherchait des poteries et autres bijoux indiens enfouis pour ensuite les vendre à un bon prix. 
Heureux de tenir enfin une « vraie histoire » et flairant tout le parti journalistique qu'il pourra en tirer, Tatum décide de faire en sorte de couvrir l'évènement en exclusivité. Cyniquement aussi, il entreprend de prolonger le sauvetage pour agrémenter ses papiers et leur retentissements. 
Considérant que tout journaliste un peu expérimenté doit jouer le « bad news sells best » (une mauvaise nouvelle, c'est ce qui se vend le mieux), il réussit à ce que ses articles provoquent un succès majeur. Petit à petit, une foule de gens de plus en plus importante arrive sur les lieux et son ancien employeur de New York est prêt à le reprendre. Cependant, il va finir par perdre peu à peu le contrôle de la situation…

## Fiche technique
- Titre français : Le Gouffre aux chimères
- Titre original : Ace in the Hole puis The Big Carnival
- Réalisation : Billy Wilder
- Scénario : Walter Newman, Lesser Samuels, Billy Wilder
- Producteur : Billy Wilder
- Société de production : Paramount Pictures
- Photographie : Charles Lang
- Décors : A. Earl Hedrick (en), Hal Pereira, Sam Comer, Ray Moyer
- Costumes : Edith Head
- Musique : Hugo Friedhofer
- Montage : Arthur P. Schmidt et Doane Harrison
- Durée : 111 minutes
- Format : Super 35 mm
- Dates de sortie :
  - Royaume-Uni : 15 juin 1951 à Londres  (première)
  - États-Unis : 29 juin 1951
  - Belgique : 7 décembre 1951
  - France : 2 avril 1952

## Distribution
- Kirk Douglas (V.F. : Roger Rudel) : Charles Tatum (Chuck Tatum en VO)
- Jan Sterling (V.F. : Sylvie Deniau) : Lorette Minosa (Lorraine Minosa en VO)
- Robert Arthur (V.F. : Guy Loriquet) : Herbie Cook, l'assistant de Chuck
- Porter Hall (V.F. : Abel Jacquin) : Jacob Q. Boot, le patron de Chuck
- Richard Benedict (V.F. : Jean Mauclair) : Leo Minosa
- Ray Teal (V.F. : Pierre Morin) : Gus Kretzer, le shérif
- Lewis Martin (V.F. : Richard Francœur) : McCardle
- John Berkes (V.F. : Martial Rèbe) : Papa Minosa
- Frances Dominguez (V.F. : Henriette Marion) : Mama Minosa
- Frank Jaquet (V.F. : Léon Larive) : Sam Smollett, le responsable des travaux
- Harry Harvey (V.F. : Émile Drain) : Dr Hilton
- Frank Cady (V.F. : Jean Clarieux) : M. Federber, le premier touriste
- Geraldine Hall (V.F. : Andrée Champeaux) : Nellie Federber
- Richard Gaines (V.F. : Jean Martinelli) : Nagel
- Gene Evans (V.F. : René Fleur) : Le second shérif
- Bob Bumpas (V.F. : Claude Péran) : Le speaker radio
- Lester Dorr : Père Diego
- Edith Evanson : Miss Deverich

Acteurs non crédités
- Iron Eyes Cody : Le faux indien
- Ralph Moody : Le vieux mineur Kusac